# Los Chiles (tổng)
Los Chiles là một tổng trong tỉnh Alajuela, Costa Rica. Tổng này có diện tích 1358,86 km², dân số năm 2008 là 23902 người..